# 马胡卡兰
马胡卡兰（Mahu Kalan），是印度拉贾斯坦邦Sawai Madhopur县的一个城镇。总人口8542（2001年）。

## 人口
该地2001年总人口8542人，其中男性4469人，女性4073人；0—6岁人口1463人，其中男791人，女672人；识字率60.28%，其中男性为74.04%，女性为45.18%。